# Boraksal
Boraksal – spiek aluminium i tlenku boru B2O3. Zawiera mniej atomów boru na jednostkę objętości niż boral. Dzięki zawartości boru bardzo silnie pochłania neutrony. Z uwagi na to, używany jest do produkowania osłon przed neutronami.